# Pseudotryssaturus planus
Pseudotryssaturus planus är en kvalsterart som beskrevs av Cook 1983. Pseudotryssaturus planus ingår i släktet Pseudotryssaturus och familjen Aturidae. Inga underarter finns listade i Catalogue of Life.